# Diecezja Ciudad Rodrigo
Diecezja Ciudad Rodrigo (łac. Dioecesis Civitatensis) – diecezja Kościoła rzymskokatolickiego w Hiszpanii. Należy do metropolii Valladolid. Została erygowana w 1168. Od 2021 roku pozostaje w unii in persona Episcopi z diecezją Salamanki.

## Główne świątynie
- Katedra: Katedra Najświętszej Maryi Panny w Ciudad Rodrigo